# Julius Fučík
Julius Fučík (23. února 1903 Smíchov – 8. září 1943 Berlín, Plötzensee) byl český komunistický novinář, literární a divadelní kritik a překladatel, popravený nacisty pro účast v protinacistickém odboji. Po únorovém převratu v roce 1948 se stal ikonou československého komunistického režimu.

## Život
Pocházel z dělnické rodiny na pražském předměstí Smíchově; byl pokřtěn 22. března jako Julius Jaroslav; jméno Julius obdržel po svém strýci, skladateli Juliu Fučíkovi. Rodina se roku 1913 přestěhovala do Plzně, protože jeho otec, povoláním soustružník a zároveň ochotnický divadelní pěvec, přijal angažmá v tamním Městském divadle. V plzeňském divadle již jako malý hoch sehrál desítky úspěšných dětských rolí. Roku 1919 vystoupil z římskokatolické církve a zůstal bez vyznání. Po maturitě začal externě studovat na Filosofické fakultě Univerzity Karlovy a roku 1921 vstoupil do KSČ. V letech 1922 až 1924 žil ve Starých Strašnicích, v Bylanské ulici 39, kde má nyní menší kamennou pamětní desku. V této době také pracoval jako pomocník v kanceláři. V roce 1926 se stal členem Devětsilu, v roce 1929 spoluzakládal Levou frontu. V období let 1928–1938 působil jako šéfredaktor Tvorby a od roku 1929 pracoval v Rudém právu, a jako takový působil mj. jako dopisovatel v Moskvě.
Patřil ke skupině, která odmítala jakoukoliv kritiku SSSR, a soubor jeho reportáží ze Sovětského svazu – Země, kde zítra již znamená včera, je ukázkou mimořádně tendenčního referování o impériu, které procházelo stalinským terorem a jehož průmyslový rozvoj si vyžádal miliony obětí (první vydání díla se datuje k roku 1932, kdy na Ukrajině započal hladomor). Jeho dar spočíval podle publicisty Josefa Chuchmy v tom, že měl „smysl pro dramatičnost, pro dobře prodejné, emocionální sdělení. Podával sugestivní zprávy nejen o předmětu svého psaní, nýbrž i o sobě samém – a Reportáž psaná na oprátce je vyvrcholením této sebeprezentace.“
Svůj první, desetidenní politický trest za provolávání komunistických hesel si odpykal na Pankráci, odkud byl propuštěn dříve, než stačil poslat do Tvorby svůj první moták, napsaný na vnitřní stranu cigaretové krabičky. V roce 1933 pro trestní stíhání dokonce odešel do ilegality a poprvé na sebe k pobavení svého okolí vzal identitu starého profesora, pod kterou každodenně řídil redakční porady komunistických Haló novin z pražské kavárny Roxy. Novinář Ferdinand Peroutka k Fučíkově prvorepublikové protistátní revoltě rovněž ironicky dodal: „Jak bylo zvykem v té době, říkal, že se ukrývá před policií, když prostě prchal před milenkou, která ho omrzela.“
Dne 30. července 1938 si po mnohaleté známosti vzal za ženu Augustu Kodeřičovou (poprvé provdaná Ležáková), později známou jako Gusta Fučíková. Za svědka jim vedle Jana Švermy šel pozdější organizátor poválečného komunistického teroru Bedřich Reicin. V padesátých letech pak Fučíková Reicina při vykonstruovaných procesech i po jeho popravě obviňovala, že byl udavačem gestapa a má na svědomí i „Julkovu“ smrt (Reicin byl za války v Sovětském svazu). Jejich manželský svazek byl nicméně oběma pojímán spíše volně: manželství pokládali za buržoazní přežitek, a jako sezdaní navíc mohli žádat úřady o penzijní příspěvek.
Od počátku nacistické okupace prodléval z obav ze zatčení (pověstná protikomunistická zatýkací akce Gitter – Mříže v březnu 1939) v ústraní v Chotiměři nedaleko Domažlic u svých rodičů a věnoval se literatuře: zabýval se zde odkazem Boženy Němcové a Karla Sabiny. Do Prahy se vrátil následujícího roku na podzim; tentokrát již pobýval ilegálně u známých v Nuslích. I přes své výhrady k podepsání německo-sovětského paktu Molotov–Ribbentrop se do protinacistického odboje plně zapojil až po napadení Sovětského svazu Německem v červnu 1941. Ilegálně například vydával Rudé právo a další tiskoviny.
Již před druhou světovou válkou si liboval v převlecích. Přezdíván pro tuto hravost přáteli „dítě s plnovousem“, při své konspirační činnosti v Protektorátu navázal na oblíbenou roli vousatého, obrýleného a navíc kulhajícího „profesora Horáka“, což mu bylo kolegy v odboji jako nerozumná pozornost spíše poutající výstřednost zazlíváno. (Poprvé v takto „kompletním“ kostýmu vyšel Fučík ze svého pražského úkrytu v předjaří 1941, když se se svými odbojářskými hostiteli vydal na procházku do Krčského lesa.) Téma „doktora Horáka“ pak v dobách komunistické totality sloužilo jako prvek lidového humoru, znevažujícího oficiální fučíkovskou legendu.[zdroj?]

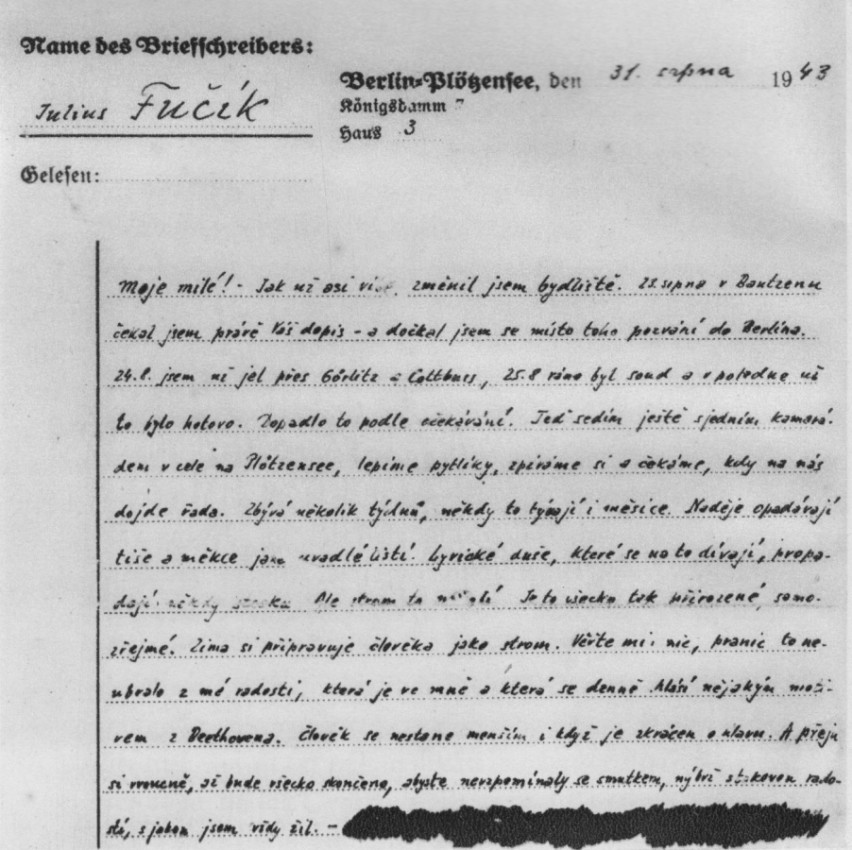
Poslední dopis z vězení

V letech 1941–1942 byl členem druhého ilegálního ústředního výboru KSČ. 24. dubna 1942 byl zatčen v Praze v bytě manželů Jelínkových na adrese U Družstva Ideál 1133/23 (tehdy ulice Chittussiho). Pamětní deska byla z tohoto domu po listopadu 1989 městskou částí Praha 4 odstraněna. 
Nemocný Fučík se také schovával u Václava Baxy a jeho ženy Josefy (Jožky). Ta o tom po válce napsala knihu Azyl u Baxů. V bytě manželů Josefy a Václava Baxových v Doudlebské ulici se ukrýval s přestávkami od 15. září 1940 do dubna 1942. V červnu 1941 ho zde při zápalu plic ošetřoval lékař Miloš Nedvěd. Josefa Baxová a její mladší sestra Ludmila Plachá fungovaly jako spojky komunistického odboje. Odsud odešel Julius Fučík 24. dubna 1942 na schůzku do nedaleké ulice U družstva Ideal, kde byl zatčen gestapem. Manželé Baxovi se po zatčení Julia Fučíka uchýlili do ilegality, ale stali se obětí provokace agentů Sicherheitsdienstu a byli zatčeni 29. ledna 1943. Václav Baxa a Josefa byli dopadeni na Vysočině a po výsleších převezeni do koncentračních táborů. Fučíka a Baxu hledalo gestapo i ve vsi Křenice, kde se Václav Baxa narodil. 
Roku 1943 byl Fučík odsouzen k trestu smrti a poté ve věznici v Berlíně-Plötzensee popraven oběšením (nikoli gilotinou, jak bývá obvykle tradováno; 7. září 1943 byla popravčí komora v Plötzensee poškozena bombardováním a gilotina byla načas vyřazena z provozu; popravy bylo možné vykonávat pouze oběšením). Osudy jeho tělesných ostatků jsou neznámé (to se týká ostatně tisíců dalších obětí nacismu), což po válce podnítilo až fantastické spekulace o Fučíkově konci. V návaznosti na pozdější apoteózu jeho osoby vznikaly konspirační teorie, že byl vlastně kolaborantem gestapa a jeho poprava byla zinscenována, aby unikl poválečnému trestu. V této souvislosti dokonce Bolívie po letech nabídla ČSSR údajnou kostru „uprchlého“ J. Fučíka. Žádná z těchto teorií se však nepotvrdila.

## Spekulace o zatčení
Ve světle pozdějšího fučíkovského mýtu se později objevily úvahy, zda při zatýkání neporušil odbojové zásady. Ačkoli měl dvě pistole, proti gestapu je nepoužil a vzdal se. Ozbrojený odpor při zatýkání se přitom naléhavě doporučoval s ohledem na nutnost uškodit nepříteli; především se bojem s nutnými ztrátami zmenšovala pravděpodobnost zatčení s následnými krutými výslechy, kterými okupanti mohli ze zadržených vytěžit informace o dalších lidech napojených na odboj. V tomto světle nelze brát vážně slova z jeho nejznámějšího literárního díla, Reportáže psané na oprátce: „Soudruzi, rád vás vidím, ale ne takhle pohromadě. To je nejlepší cesta do kriminálu a na smrt. Buď budeme dodržovat pravidla konspirace, nebo přestaneme pracovat, protože takto ohrožujete sebe i jiné. Rozuměli…“ Účastnice zatýkání, přeživší Riva Friedová-Krieglová jednoznačně popírá, že by je kdy pronesl.
V téže knize v později vynechávaných pasážích se autor zmiňuje o „vysoké hře“ – totiž že „vodil gestapo za nos“ a zdánlivě upřímně vypovídal, ovšem jen o těch soudruzích, kteří byli podle zatčeným odbojářům dostupných informací již stejně ve vězení. Podobný způsob „výpovědí“ využívali i jiní odbojáři. V letech zatčení byl údajně vídán v Praze v rozhovoru s komisařem gestapa Böhmem. Böhm v poválečných výpovědích mluvil o šesti až osmi výjezdech. Tyto vycházky Fučík v Reportáži vysvětloval jako pokus odlákat pozornost a získat čas.
Podle Ferdinanda Peroutky se Fučíkovi ve vězení na Pankráci dostávalo zvláštního zacházení;[zdroj?] Peroutka však nikdy nebyl členem vnitřního odboje. Zveřejnil rovněž tento názor: „Buď jeho bohémské nervy byly příliš slabé, aby dlouho snesly mučení, nebo tohoto milovníka života pojala divoká touha, že přece snad může zůstat naživu, a zaplatil za to. Nikdo se nemá dělat přísným soudcem nad situací, ve které sám nebyl.“

## Fučíkovská legenda
Po Únoru 1948 se stal „legendou“, což bylo způsobeno několika faktory. Jednalo se o komunistu, který ve vnitřních sporech KSČ stál na prosovětské straně. Další výhodou byla jeho protinacistická aktivita a konečně i to, že byl mrtvý, což zajišťovalo, že neudělá něco nežádoucího. Tuto účelovou idolizaci tragicky zesnulého komunisty usnadňovalo i jeho mládí a atraktivní zjev. V neposlední řadě potřebovali komunisté již bezprostředně po válce zastínit jiného populárního představitele demokratického odboje, Vladimíra Krajinu. Posmrtně se Fučíkovi dostalo ocenění také v zahraničí. Reportáži psané na oprátce se dostalo řady vydání v mnoha zemích. V roce 1950 byla Fučíkovi Světovou radou míru posmrtně udělena první Mezinárodní čestná cena míru.
Gusta Fučíková po válce angažovaně propagovala jeho dílo. Jsou jí přisuzovány účelové škrty v Reportáži psané na oprátce, ačkoli podle některých odborníků je pravděpodobné, že o nich rozhodlo samotné vedení strany. Gusta údajně už roku 1964 navrhla, aby vyšla Reportáž v plném znění, ale k tomu došlo až o 30 let později. Samotná přiznala pouze to, že do prvních dvou poválečných vydání nemohl být zařazen rukopisný lístek pod číslem 91 (motáky s textem byly ukrývány za války na více místech), jenž byl po uschování zapomenut v úkrytu v Humpolci a získat ho se jí podařilo až na jaře 1946.

### Vrchol kultu Julia Fučíka
Vrcholem tohoto kultu se stal rok 1953, jakožto padesáté výročí Fučíkova narození a zároveň desáté výročí jeho smrti. Při této příležitosti vyšla kniha vzpomínek s názvem Julius Fučík, hrdina naší doby, na které se podílel Václav Kopecký, vdova Gusta Fučíková, Ladislav Štoll nebo Konstantin Biebl. Knihu tvoří vzpomínky na Fučíka, ale také několik výňatků z jeho děl, korespondence z vězení a na závěr se objevují fotografie z jeho osobního života.
I přesto, že v době smrti bylo Fučíkovi 40 let, byl spojován s atributy mládí a krásy. Mladá generace v něm viděla svého zástupce, který zemřel za své přesvědčení. Vznikl také Fučíkův odznak, který byl udělován úspěšným absolventům zkoušek, a jeho získání znamenalo velkou čest. „Fučíkovci“, jak se nositelé tohoto odznaku nazývali, patřili k „elitě“ tehdejší mládeže.
Fučíkovi jako národnímu hrdinovi se věnovala i literatura. Oslavné básně v padesátých letech psali například Pavel Kohout nebo Milan Kundera. Jeho osobní kult nezlomného hrdiny a bezchybného vzoru však vyvolával odpor pamětníků, kteří ho znali jako intelektuála, který se pro ilegalitu nehodil. Svůj nesouhlas formulovali v emigraci zejména Egon Hostovský a zmiňovaný Ferdinand Peroutka, doma pak nejvážněji Václav Černý.
Julius Fučík byl považován za hrdinu a představoval tak obraz dokonalého člověka. Pokud se ovšem odhlédne od Reportáže i jejích úprav, čímž se stala pro svůj účel ideální, lze si pokládat otázku „Proč zrovna Julius Fučík?“ Novinář Ferdinand Peroutka se zamýšlí nad tím, proč si komunisté vybrali právě Fučíka, když vedle něj žili výraznější a slavnější spisovatelé, jako například Vladislav Vančura. Odpověď je podle Ferdinanda Peroutky jasná: „Je vždy dobře, jestliže symbol je také fyzicky hezký. Ale Vančura byl nepříjemně holohlavý a Fučík měl černé, kučeravé vlasy, snědou pleť, jiskřivé oči a byl krásný jakousi cikánskou krásou.“

### Šedesátá léta 20. století
V šedesátých letech 20. století se na ikonu komunismu, Julia Fučíka, začala společnost dívat s odstupem. Prvotní nadšení z příběhu tohoto hrdiny upadalo a vystřídala ho nedůvěra. Byla zpochybňována pravost motáků stejně jako Fučíkovo chování v den jeho zatčení, které bylo v rozporu s odbojovými zásadami, jelikož nepoužil ani jednu ze dvou zbraní, které měl při vtrhnutí gestapa do bytu při sobě.
Gusta Fučíková chtěla zastavit pochybnosti o minulosti a věrohodnosti Fučíkova díla, ale své přísliby o zpřístupnění rukopisu a jeho vydání nikdy neuskutečnila. Roku 1961 však vydala knihu Vzpomínky na Julia Fučíka a o deset let později knihu Život s Juliem Fučíkem. Obě díla měla přispět k znovuoživení fučíkovského kultu.

### Úpadek Fučíkova kultu

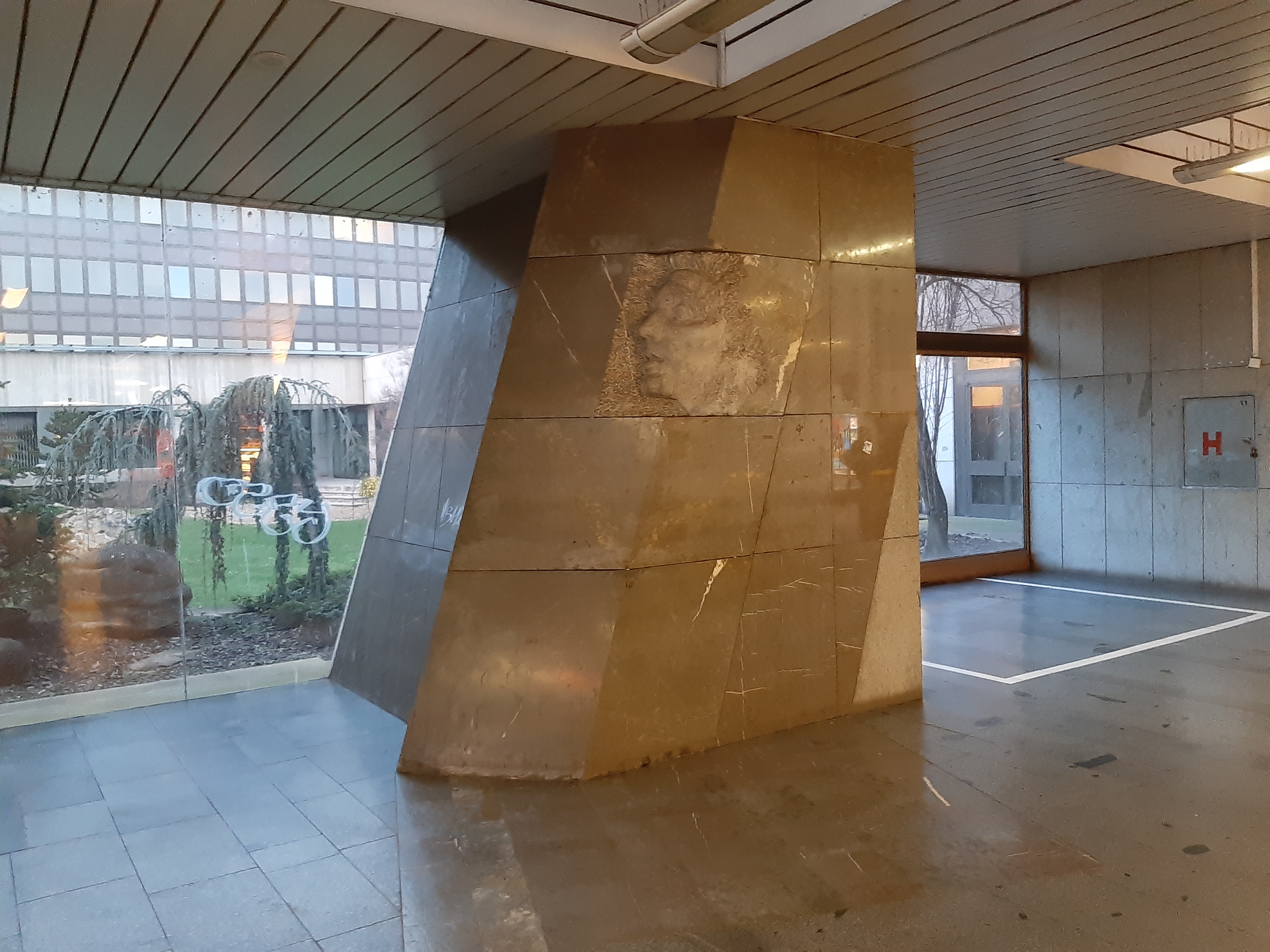
Fučíkova plastika – prostory stanice metra Holešovice, do února 1990 „Fučíkova“

V sedmdesátých a osmdesátých letech byl Fučík stále oslavován, ale již bez větších ohlasů. Zlom nastal po sametové revoluci roku 1989, kdy s komunisty padla částečně i tato legenda. Odkazy na Julia Fučíka byly odstraňovány z důvodu jeho komunistické příslušnosti. Objevily se staré i nové otázky, znovu se spekulovalo nad pravostí Reportáže i nad Fučíkovým mlčením. Zaznělo dokonce několik dřívějších tvrzení o tom, že Fučík mluvil a udával své spolupracovníky. Společnost se tak podle názorů na Julia Fučíka a jeho dílo rozdělila do několika táborů.
Původní text Reportáže byl proto podroben zkoumání. Expertizy se ujal Kriminalistický ústav tehdejšího ministerstva vnitra ČSFR, který ověřoval, zda je text napsán Fučíkovou rukou a zda do něj nezasahoval někdo jiný než sám autor. Všechny metody zkoumání označily Reportáž za výhradně Fučíkovo dílo bez vpisů a úprav jakékoliv druhé osoby.[zdroj?]
Roku 1992 vznikla Společnost Julia Fučíka, což je dobrovolné zájmové sdružení občanů a pamětníků Julia Fučíka, kteří si kladou za cíl „šířit a obhajovat pravdu o jeho díle, shromažďovat svědectví žijících osob a podporovat humanistický odkaz, který je v jeho díle obsažený: Lidé, bděte!“
V následujících letech se objevila potřeba zpřístupnit autentický text Fučíkovy Reportáže psané na oprátce v kritickém vydání. Řízení a redakce celého projektu se ujal František Janáček. Roku 1995 tak vyšlo první úplné, kritické a komentované vydání Reportáže.

## Vnější projevy Fučíkova kultu (příklady)

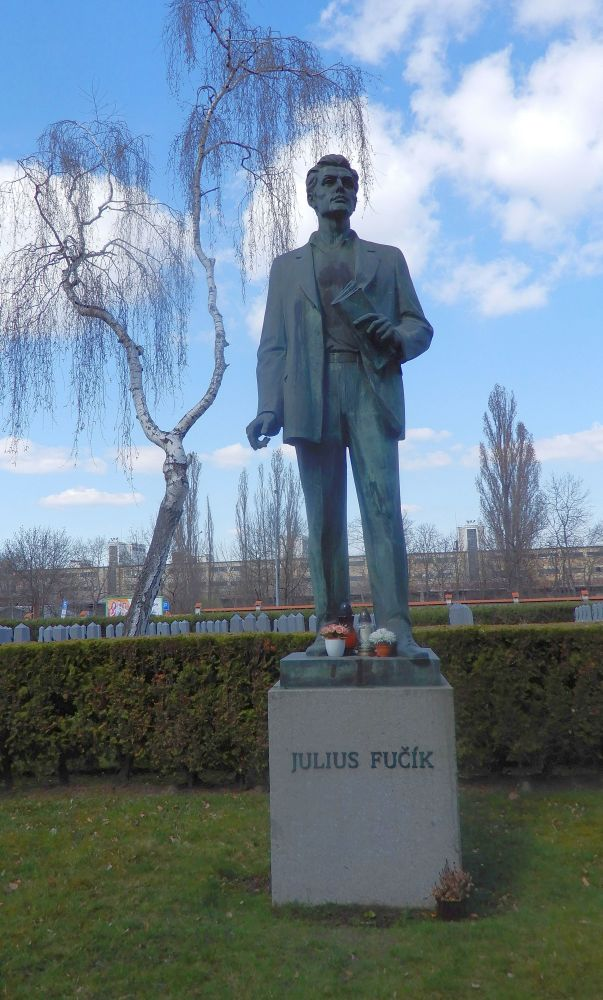
Miloslav Šonka: Pomník Julia Fučíka (Olšanské hřbitovy, dříve Výstaviště Praha

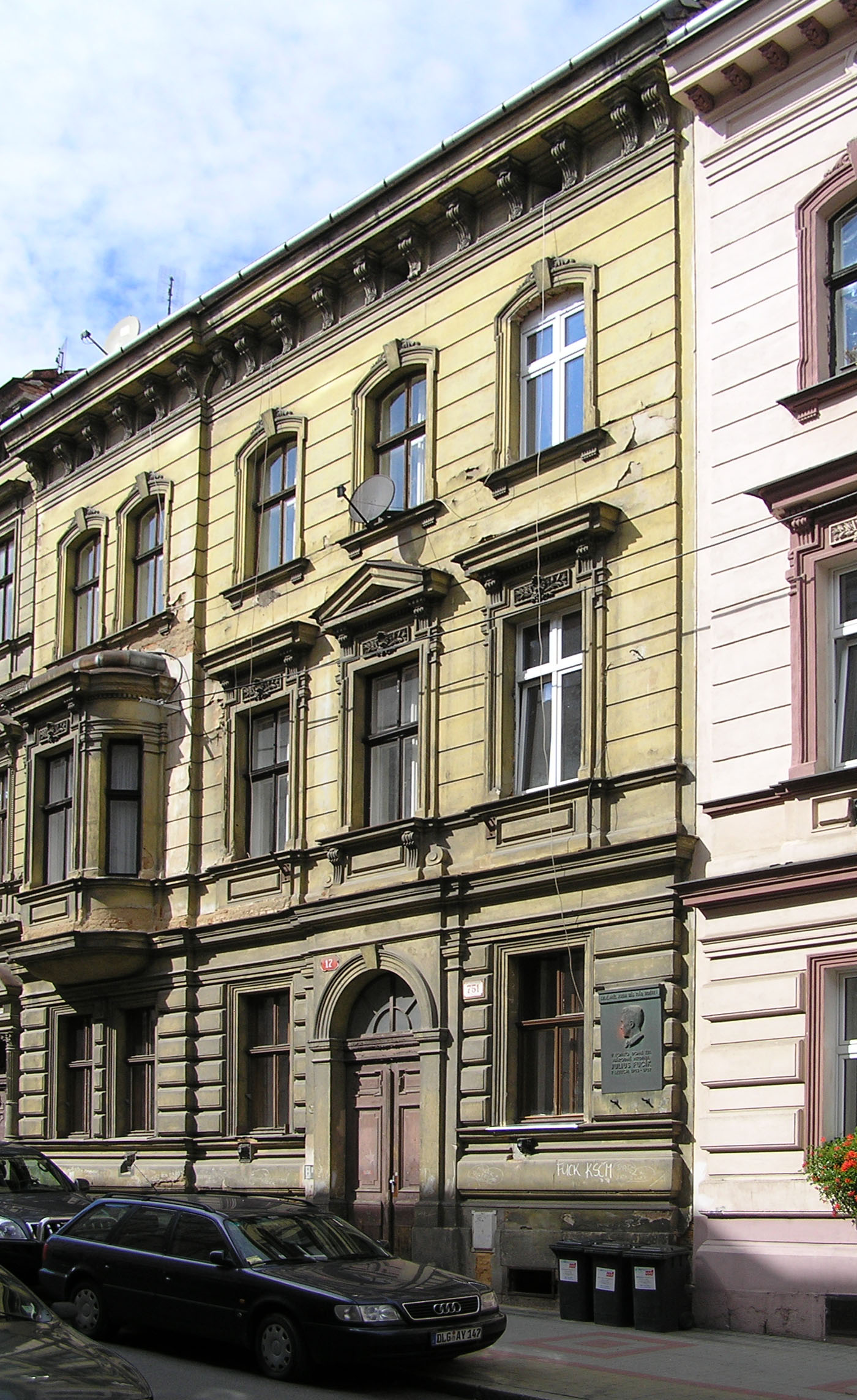
Dům v plzeňské Havlíčkově ulici, kde žil v letech 1913–1937 Julius Fučík, vpravo pamětní deska

Komunistický režim spoluvytvářel kult Julia Fučíka přejmenováváním veřejných prostranství a průmyslových podniků, podporoval tvorbu uměleckých děl inspirovaných jeho životem, např.:

### Veřejná prostranství
- Park kultury a oddechu Julia Fučíka – dnešní Výstaviště Praha (po roce 1925 Staré výstaviště) bylo v roce 1953 přejmenováno na Středisko kultury a oddechu. Od 26. června 1954 zahájilo provoz pod názvem Park kultury a oddechu Julia Fučíka.[26]
- Čtvrť Julia Fučíka v Gottwaldově vznikla přejmenováním čtvrtě Obeciny v přejmenovaném městě Zlín
- V řadě měst byla po druhé světové válce přejmenována veřejná prostranství. V Praze se dnešní Kolbenova jmenovala Fučíkova v letech 1949–1991. Další, dnes pražské ulice, byly ze jména Fučíkova přejmenovány ještě před pádem komunistického režimu, po připojení obcí k Praze – Zámišova (Čakovice), Ledčická (Dolní Chabry), Nad Vokolky (Dolní Měcholupy), Lipí (Horní Počernice), Švecova (Chodov), K rukavičkárně (Klánovice), Lipnická, Za Černým mostem (Kyje), Kaplická (Letňany), Provozní (Libuš), U obory (Satalice).[27]
- Stanice metra Nádraží Holešovice se v letech 1984-1990 jmenovala Fučíkova
- V Praze existoval Dům pionýrů a mládeže Julia Fučíka (nyní vila Grébovka)
- V některých obcích nebyla ulice Fučíkova či Julia Fučíka přejmenována (stav 2023), např. Hradec Králové, Čelákovice, Králův Dvůr, Mnichovice, Hradec nad Moravicí.
- Fučíkova ulice si zachovala jméno i v několika slovenských obcích či v Rusku (České velvyslanectví v Rusku sídlí na adrese ul. J. Fučíka 12/14 (Улица Ю. Фучика 12/14), 115127 Moskva.[28])
- Častý výskyt pojmenování je v Kyrgyzstánu (ulice, park a štít)[29]

### Průmyslové podniky
- Elektrotechnické závody Julia Fučíka (EJF) v Brně
- Závod Julia Fučíka v Chomutově
- Závod Julia Fučíka v Kaznějově (součást Lachema, národní podnik Brno)
- Důl Julius Fučík v Petřvaldě
- Doly Julia Fučíka v Bílině
- Důl Julia Fučíka v Želénkách[30]
- Tesla n. p., závod Julia Fučíka

### Námořní loď
Loď Julius Fučík, loď Československé námořní plavby, původní název Volta

### V kultuře
- V roce 1950 vytvořil Max Švabinský na objednávku Gusty Fučíkové, podle fotografie z 30. let 20. století, ikonický idealizovaný portrét Julia Fučíka. Portrét se stal nedílnou součástí Fučíkova kultu, byl množen ve formě hlubotisku jako školní pomůcka.[32] Podle jiného, realističtějšího portrétu vznikla v roce 1951 poštovní známka.[33]
- Vznikaly pomníky Julia Fučíka, jejichž autory byli např. Miloš Axman (Brno, 1961), Miloslav Šonka (Výstaviště Praha, 1979), Jaroslav Kolomazník (Adršbach 1958), Jiří Bradáček (Bílina,1956). Umělci tvořili i menší plastiky s jeho portrétem (pamětní desky).
- Reportáž psaná na oprátce byla zdramatizována, např. na Národním divadle ji v roce 1947 uvedl režisér Jindřich Honzl.[34]
- Televizní inscenace Fučík na motivy Reportáže psané na oprátce vznikla v roce 1956, film Reportáž psaná na oprátce byl natočen v roce 1961.[35] Film Julek z roku 1979 se věnoval dětství Julia Fučíka.[36]

### Divadla

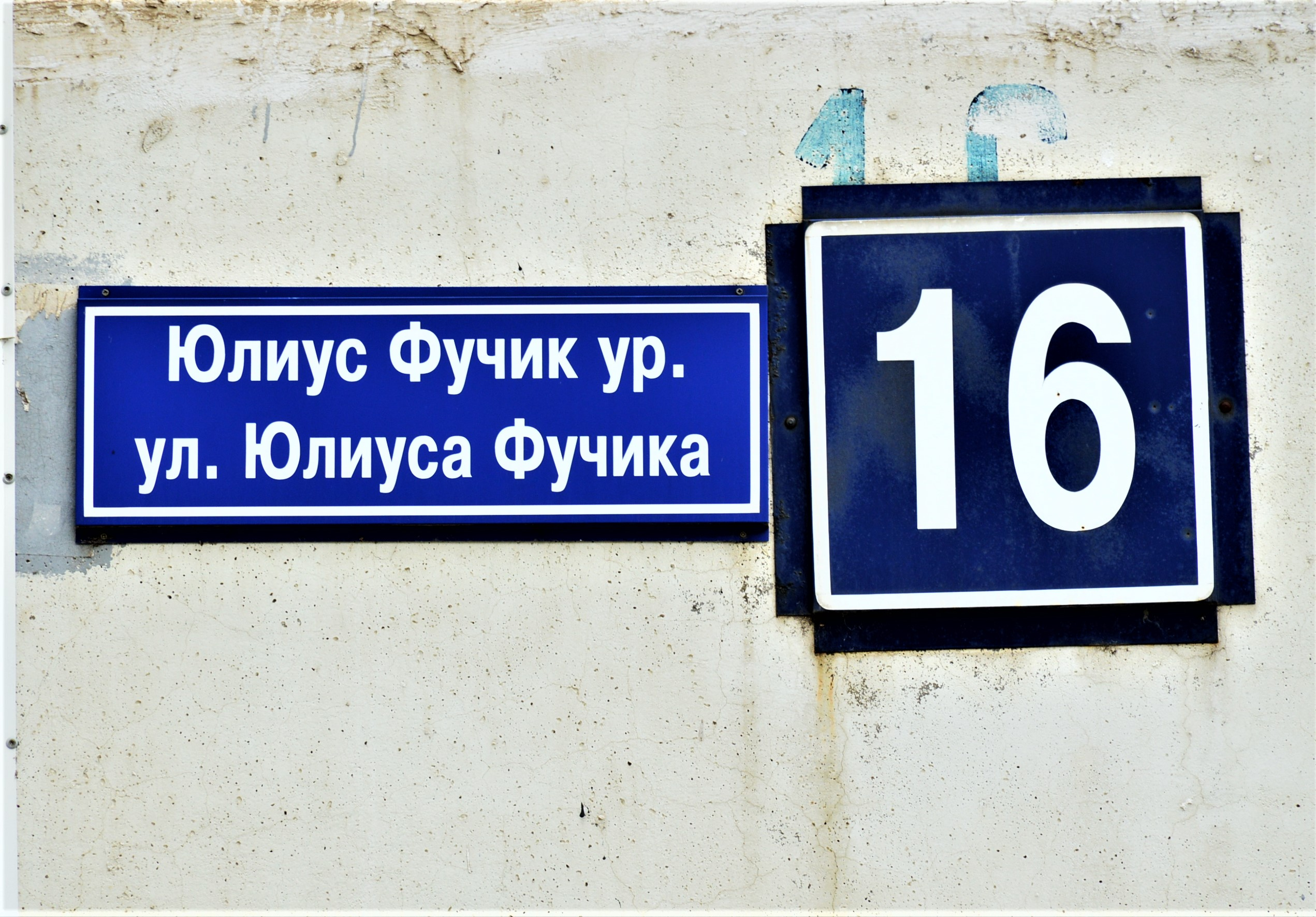
Ulice v Kazani - Gorkách (Rusko)

- Ulice v Kazani - Gorkách (Rusko)Městské divadlo pro mládež v Brně bylo v roce 1955 přejmenováno na Divadlo Julia Fučíka[37]
- divadlo v Krnově s původním jménem Lichtspiel und Stadttheater se přejmenovalo na Divadlo Julia Fučíka

### Jiné
- Fučíkův odznak získávali od roku 1950 mladí lidé, kteří přečetli vybrané knihy a zhlédli určené filmy, především díla propagující komunismus.[38] Počátkem 70. let 20. století se již o této akci psalo jako o bývalé.[39]

### Připomínky po roce 1989
- V roce 2013 byla při příležitosti 110. výročí Fučíkova narození slavnostně znovuodhalena jeho socha od Miloslava Šonky na Olšanských hřbitovech v Praze.[40][41]
- V květnu 2021 byla před sídlem okresního výboru KSČM ve Vsetíně odhalena socha Julia Fučíka od Josefa Malejovského, která v 80. letech 20. století stála u místní základní školy.[42]

## Dílo

### Reportáže
- Reportáže z buržoazní republiky – časopisecky v období krize, knižně až v roce 1948

Napsal několik reportáží o SSSR, v nichž kriticky zkoumal tamní poměry. Nezdráhal se psát o nedostatcích, ovšem považoval je za fázi pokroku, která bude společným budováním překlenuta:[zdroj?]
- V zemi, kde zítra již znamená včera – 1932
- V zemi milované – vydáno 1947

Z vězení za druhé světové války:
- Reportáž psaná na oprátce – autobiografická próza vzniklá ve vězení na Pankráci, vynášená pomocí motáků. Kniha byla poprvé vydána na podzim roku 1945, a to s významnými vynechávkami, které si vyžádala KSČ; její ohlas se rychle šířil (např. Miroslav Horníček z ní utvořil divadelní pásmo již začátkem roku 1946), a následně začala být překládána do mnoha jazyků a vycházela pravidelně až do roku 1990. Kompletní kritické vydání vyšlo teprve roku 1995 a faksimile rukopisu 2007. Její úspěch spočíval jak v tématu bezprostředního prožitku vězení a čekání na smrt, tak v kvalitě literárního zpracování.[43]

### Literární eseje
- Tři studie (1947):
  - Božena Němcová bojující
  - O Sabinově zradě
  - Chůva (o Juliu Zeyerovi)
- Víra uhlířská. Kritiky a studie k povaze české kultury (1988, vybral, uspořádal, doslov a ediční poznámku napsal Jaromír Pelc. Obsahuje kompletní vydání Fučíkových kritik o Osvobozeném divadle Jiřího Voskovce a Jana Wericha.

### Jiné
- V roce 1938 (po připojení Rakouska k nacistickému Německu vyšla Fučíkova studie (s využitím cizích zdrojů) Přijde Sovětský svaz na pomoc?. V ní hodnotil tehdejší Rudou armádu jako nejlepší na světě jak z hlediska techniky, tak morálky. Podle Fučíkem citovaných výroků sovětských představitelů mělo být samozřejmé, že by Sovětský svaz Československu v případě napadení pomohl. Kniha byla částečně cenzurována.[44]

### Pseudonymy
Julius Fučík publikoval i pod různými pseudonymy a značkami: Karel Vojan, Karel Strnad, Jiří Štěpán, Jan Borovský, Václav Pilecký, Josef Pavel, Jan Jan, Petr Černý, Pavel Černý, Jan Bárta, Petr Tomšů, Petr Vácha, František Vild, J. F. Pavlov, Filip, — f —, -jef-, jf., J.F., -kv., Kv, K. V.